# Трејл Сајд (Колорадо)
Трејл Сајд (енгл. Trail Side) насељено је место без административног статуса у америчкој савезној држави Колорадо.

## Демографија
По попису из 2010. године број становника је 59.
| Група             | 2000.    | 2010.      |
| Белци             | 0 (0,0%) | 40 (67,8%) |
| Афроамериканци    | 0 (0,0%) | 0 (0,0%)   |
| Азијати           | 0 (0,0%) | 0 (0,0%)   |
| Хиспаноамериканци | 0 (0,0%) | 17 (28,8%) |
| Укупно            | 0        | 59         |